# Kheili dour, Kheili nazdik
Kheili dour, Kheili nazdik é um filme de drama iraniano de 2005 dirigido e escrito por Reza Mirkarimi. Foi selecionado como representante da Irã à edição do Oscar 2006, organizada pela Academia de Artes e Ciências Cinematográficas.

## Elenco
- Masoud Rayegan
- Afshin Hashemi
- Elham Hamidi
- Ashkan Khatibi
- Mohammadreza Najafi